# Tadeusz Otto
Tadeusz Jan Otto (ur. 8 czerwca 1929 w Będzinie, zm. 23 marca 2020) – polski chirurg klatki piersiowej i serca, prof. dr hab. nauk med.

## Życiorys
W 1953 ukończył studia w Akademii Medycznej w Warszawie.  W roku 1959 zdał lekarski egzamin specjalizacyjny I°, a 1962 II° z zakresu chirurgii ogólnej. w 1962 roku obronił pracę doktorską, następnie uzyskał stopień doktora habilitowanego (1966). W 1985 nadano mu tytuł profesora w zakresie nauk medycznych. Początkowo w latach 1955-1964 pracował w IV i II Klinice Chirurgii Akademii Medycznej w Warszawie, a następnie pracował w Instytucie Gruźlicy i Chorób Płuc. Piastował funkcję członka towarzystw naukowych w Akademii Scientiarum et Artium Europaea w Salzburgu i  International Society of Caradiothoracic Surgery w Tokio.
Zmarł 23 marca 2020 roku.

## Odznaczenia
- Krzyż Kawalerski Orderu Odrodzenia Polski